# وورمسهام
وورمسهام (به آلمانی: Wurmsham) یک شهر در آلمان است که در بایرن واقع شده‌است.

## خصوصیات
وورمسهام ۲۸٫۱۴ کیلومترمربع مساحت دارد ۴۸۰ متر بالاتر از سطح دریا واقع شده‌است.